# نجمية ألباي
نجمية ألباي (بالتركية: Necmiye Alpay)‏ (ولدت في 23 نوفمبر عام 1946 في مدينة سينديرجي) عالمة لغوية تركية.
تخرجت نجمية ألباي من كلية العلوم السياسية بجامعة أنقرة في عام 1969. وحصلت نجمية على درجة الدكتوراه من جامعة باريس – نانتير في مجال الإقتصاد الدولي. وحينما كانت عضو هيئة التدريس في كلية العلوم السياسية بجامعة أنقرة قد إعتقلتها الإدارة في 12 سبتمبر وقضت في السجن ثلاث أعوام. وعقب خروجها من السجن بدأت الترجمة الشفوية. واحتلت مكانة في تأسيس مجلات «نظرية» ولودينجيرة. وبالإضافة إلى هذه المجلات أصبحت نجمية محررة في مجلة الخريف. وخلال أعوام 1996 – 2003 أعطت محاضرات اللغة التركية والكتابة الإبداعية في جامعة ياديتيب وفي أكاديمية إسطنبول. وخلال 25 مارس عام 2001 – 14 سبتمبر عام 2007 كتبت عن تعبيرات اللغة وذلك في ملحق الكتاب بجريدة راديكال. وخلال 19 يونيو عام 2008 – 16 سبتمبر عام 2010 كانت تكتب كل يوم خميس في جريدة راديكال وخلال 26 سبتمبر عام 2010 – 10 أبريل عام 2011 كانت تكتب كل يوم أحد في جريدة راديكال الثانية. وواصلت نجمية ألباي كتابة مقالاتها التي بدأتها في مارس 2008 في ملحق الكتاب الشهري بجريدة ميليت. عن البلوق: مسعى التقارب.

## الكتبالمنشورة
•	دليل القضايا التركية، دار نشر ميتس
•	لغتنا، لغاتنا \ مقالات بالتطبيقات، دار نشر ميتس
•	مسعى التقارب، دار نشر كانات، 2005

## الكتبالمترجمة
•	الثقافة والإمبرالية _ (إدوارد سعيد)، دار نشر هيل، الطبعة الثالثة.
•	الرأسمالية التاريخية (واليرستين)
•	أعلى فرقة المثقفين (و. إي. لينين)
•	المرأة العثمانية على مدخل التحديث (مادلين سي. زيلفي) دار نشر يورت مؤسسة التاريخ.
•	العنف والقدسية (رينيه جيراد)، قناة كيت
•	فرويد والفلسفة (بول ريكور)، دار نشر ميتس
•	وفاة سقراط الحكيم (جان بول مونجين)، دار نشر ميتس، مسلسل «صغار الفلاسفة», 2011
•	ديوجين الرجل الكلب (جان مارشاند)، دار نشر ميتس. مسلسل «صغار الفلاسفة»، 2012
- حشرة مارتين هيدجر (جان مارشاند)، دار نشر ميتس، مسلسل «صغار الفلاسفة»، 2012